# New Blood
New Blood je studiové album Petera Gabriela. Album vyšlo 10. října 2011. Album obsahuje jeho starší nově předělané skladby.

## Seznam skladeb
| Pořadí | Název                               | Délka |
| ------ | ----------------------------------- | ----- |
| 1.     | The Rhythm of the Heat              |       |
| 2.     | Downside Up (feat. Melanie Gabriel) |       |
| 3.     | San Jacinto                         |       |
| 4.     | Intruder                            |       |
| 5.     | Wallflower                          |       |
| 6.     | In Your Eyes                        |       |
| 7.     | Mercy Street                        |       |
| 8.     | Red Rain                            |       |
| 9.     | Darkness                            |       |
| 10.    | Don't Give Up (feat. Ane Brun)      |       |
| 11.    | Digging in the Dirt                 |       |
| 12.    | The Nest that Sailed the Sky        |       |
| 13.    | A Quiet Momen                       |       |
| 14.    | Solsbury Hill (bonus)               |       |